# Strada dei Parchi
Strada dei Parchi SpA – spółka będąca koncesjonariuszem dwóch włoskich autostrad: A24 i A25. 60% udziałów w spółce należy do grupy Autostrade per l’Italia. Prezesem jest Carlo Toto. Siedzibą firmy jest Rzym.